# Leif Johansson

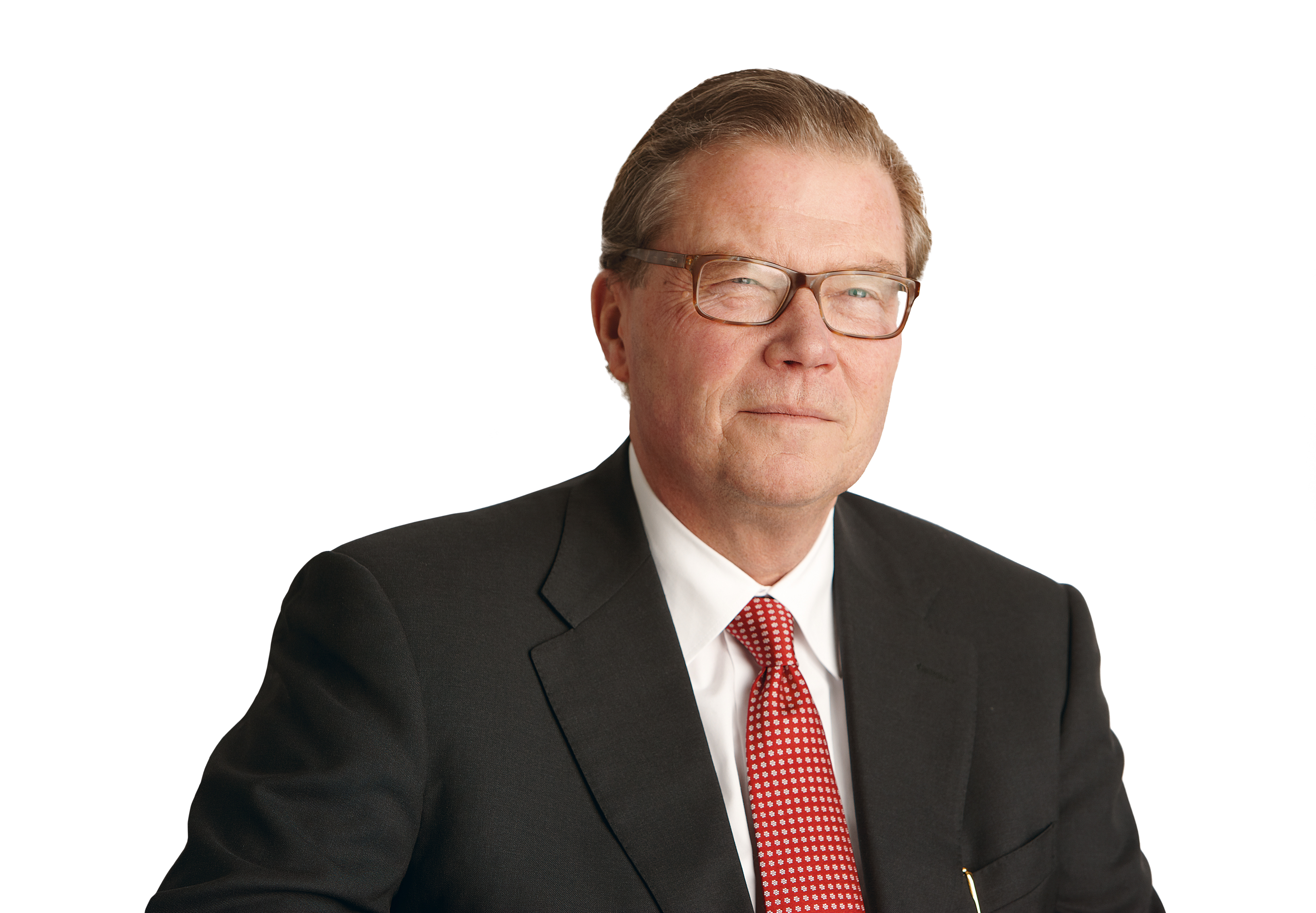
Leif Johansson (2014)

Leif Johansson (* 30. August 1951 in Göteborg) ist ein schwedischer Manager. Er war von 1997 bis 2011 Präsident und CEO der Volvo Group und von 2011 bis 2017 Vorstandsvorsitzender von Ericsson und ist derzeit Vorstandsvorsitzender von AstraZeneca PLC. 2012 stufte ihn das schwedische Fokus Magazin als Schwedens 6. mächtigste Person ein.

## Frühes Leben und Ausbildung
Sein 2008 verstorbener Vater war der schwedische Ingenieur Lennart Johansson, der viele Jahre das schwedische Unternehmen SKF leitete. 
Johansson besuchte 1968 die High School in Chatsworth, einem Ortsteil von Los Angeles, und das Kjellbergska Gymnasium in Göteborg. Nach seinem Militärdienst studierte er ab 1972 Ingenieurwesen an der Technischen Hochschule Chalmers in Göteborg und erwarb 1977 den Mastergrad.

## Laufbahn
Im Anschluss an sein Studium begann er 1977 beim Investitionsgüterfabrikanten Morgårdshammar, damals Teil der Volvo-Gruppe, in der Produktentwicklung und wurde bald Assistent des Präsidenten.

### Electrolux
Ab 1979 war er im schwedischen Unternehmen Electrolux tätig, das damals breit aufgestellt war, und wie die SKF zum Einflussbereich der schwedischen Industriellenfamilie Wallenberg gehört. Er übernahm die Leitung in mehreren Tochterfirmen des Konzerns, 1979 Präsident der Husqvarna Motorcyklar, 1981 Geschäftsbereichsleiter des Büromaschinen-Herstellers Facit, dessen Präsident er 1982 wurde.
1984 wurde er bei Electrolux direkt tätig, leitete dort den Geschäftsbereich für Haushaltsgeräte und wurde 1987 Präsident des Bereiches. 1988 wurde er geschäftsführender Vizepräsident und 1991 Präsident von Electrolux. Ab 1994 war er Vorstandsvorsitzender (CEO). Electrolux übernahm in diesem Jahr den Bereich Hausgeräte der AEG und wurde so zum Weltmarktführer für diesen Bereich.

### Volvo
Von 1997 bis 2011 war Johansson als Nachfolger von Sören Gyll CEO des schwedischen Unternehmens Volvo Group, das er zu seinem 60. Geburtstag verließ. Anders als die meisten Großunternehmen Schwedens gehörte Volvo nie zu den Wallenberg-Beteiligungen. 
Unter Johanssons Führung wuchs der Volvo-Konzern in Bezug auf Umsatz, Größe und Mitarbeiterzahl erheblich. 1999 wurde Volvo Cars an die Ford Motor Company verkauft. Auf der Lkw-Seite wurden 2001 Renault Trucks, Frankreich, und Mack Trucks, USA, übernommen. 1998 wurde das Baggergeschäft von Samsung Heavy Industries und 2007 die Straßenbaumaschinensparte von Ingersoll Rand erworben und in die Volvo Construction Equipment eingegliedert. 2008 wurde ein Joint-Venture-Vertrag mit Eicher Motors, Indien, unterzeichnet.

## Andere Tätigkeiten
Von 2011 bis 2018 war Johansson Vorstandsvorsitzender des schwedischen Telekommunikationskonzerns Ericsson, wo er Michael Treschow ablöste.
Seit 2012 ist er Vorstandsvorsitzender der AstraZeneca PLC als Nachfolger von Louis Schweitzer.

## Preise und Auszeichnungen (Auswahl)
- 1977: Marcus Wallenberg ASEA Award
- 2005: Erinnerungsmedaille in Gold des Kungliga Automobilklubben, Schweden
- 2005: Ritter der Ehrenlegion, Frankreich
- 2006: Ehrendoktor der Technischen Hochschule Blekinge
- 2007: Ehrendoktor der Medizin an der Universität Göteborg
- 2013: Offizier der Ehrenlegion

## Privatleben
Er ist mit Eva Birgitta Fjellman verheiratet und hat fünf Kinder. Er ist ein Freund von Oldtimern und spielt gerne Gitarre.